# 九頭竜川鳴鹿大堰
九頭竜川鳴鹿大堰（くずりゅうがわなるかおおぜき、略称：鳴鹿大堰）は、福井県坂井市丸岡町と吉田郡永平寺町にまたがる、一級河川・九頭竜川本流中流部に建設された堰である。旧名九頭竜川中流堰。
もともとは同地点に福井平野のかんがいを目的に鳴鹿堰（鳴鹿頭首工）として建設されていたが、老朽化と九頭竜川の治水強化を目的に全面的に改良、旧堰の直下に新たに建設された可動堰である。国土交通省近畿地方整備局が管理する。

## 鳴鹿堰
鳴鹿地点は九頭竜川が福井平野に出る扇状地の上端に当たり、古来より農業用水の水源としてこの地点は重要視されていた。保元年間（1156年 - 1159年）に越前国惣追捕使・藤原国貞によって十郷用水が開削され、朝倉孝景や柴田勝家によって運用規定が整備され九頭竜川右岸の灌漑が図られた。一方左岸部には江戸時代、初代越前藩主・結城秀康（徳川家康次男）の重臣である本多富正により芝原用水が開削され、灌漑の他上水道と福井城防衛のための濠用水として利用された。これ以降この2つの用水路は福井北部の灌漑に大きな役割を果たした。この用水路の起点（頭首）部分に建設されたのが、鳴鹿堰である。当時は固定堰であった。
戦後、農林省は1947年（昭和22年）より大井川・野洲川・加古川において「国営農業水利事業」を展開し食糧増産を図った。九頭竜川も前述三河川と共に第1号として「国営九頭竜川農業水利事業」に着手、鳴鹿に固定堰・可動堰複合型の取水堰を建設した。これが1955年（昭和30年）に完成した鳴鹿頭首工であり、十郷用水・芝原用水の新規水源として利用された。その後1964年（昭和39年）より始まる「第二次国営九頭竜川農業水利事業」の中で固定堰部分が可動堰に改良され、全面的な可動堰として効率的な水運用が図られた。1980年（昭和55年）からは農業用水合理化に伴う余剰水を福井市への上水道として供給も行うようになった。

## 堰堤改良事業
だが、鳴鹿頭首工は完成から40年以上経過し老朽化が著しいこと、頭首工自体が改訂された「河川管理施設等構造令」に合致しなくなった上堆砂が進行して治水上で大きな支障を生じていること、さらには福井市に加え大野市の水需要が増大、地下水の汲み上げ過多による水量減少が重なり総合的な河川施設の建設が急務となった。そこで建設省近畿地方建設局（現・国土交通省近畿地方整備局）により鳴鹿頭首工改良事業が1989年（平成元年）より計画された。
事業は頭首工の直下流に新しい可動堰を建設するもので、従来の灌漑・福井市への上水道供給に加え洪水調節・河川維持用水・大野市への上水道供給を目的とし、特定多目的ダム法に基づく多目的ダムとして再開発するものである。1992年（平成4年）より本格的な建設に着手、途中より暫定的な運用を行いながら2003年（平成15年）に完成した。堰には数種類の魚道が設けられ、魚類の遡上がしやすいような工夫もされている。堰の完成によりさらに効率的な水運用と環境改善が図られ、管理は旧頭首工時の農林水産省北陸農政局から国土交通省近畿地方整備局に移管され、現在は九頭竜ダム・真名川ダムとともに九頭竜川ダム統合管理事務所によって管理（運用は福井河川国道事務所）されている。

## 参考資料
- 財団法人日本ダム協会　「ダム便覧　2006」：2006年
- 国土交通省近畿地方整備局　「九頭竜川資料館」：（下記サイト参照）